# Station Haydarpaşa

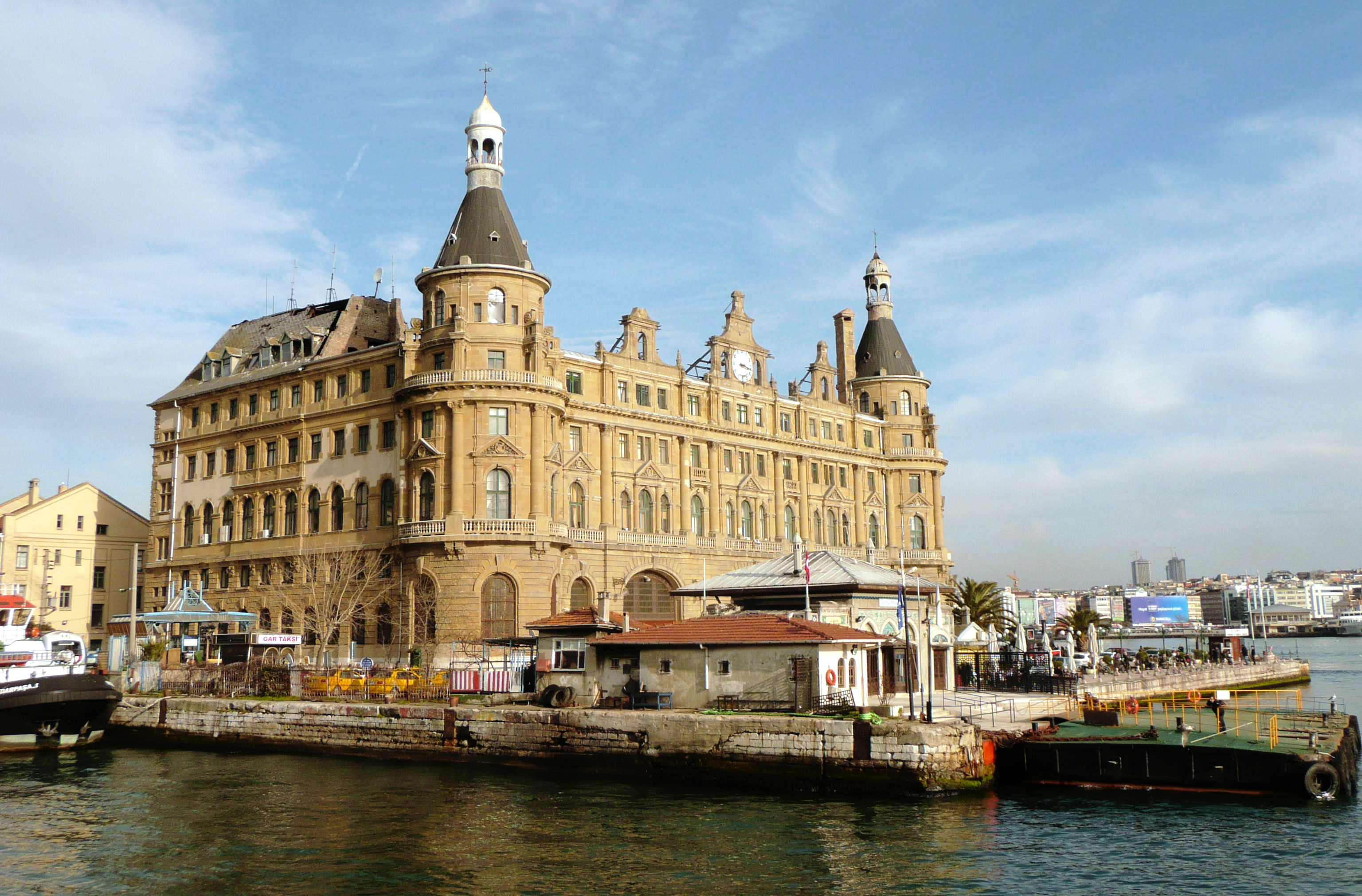
Station Haydarpaşa na de brand in 2010

Het Haydarpaşa treinstation bevindt zich in het Aziatische gedeelte van Istanbul en is geopend in 1908 als eindstation van de spoorlijn van Ankara naar Istanbul. Het is gebouwd op een polder en is voor de helft omgeven door zee. Haydarpaşa was tot 2012 tevens het belangrijkste station van Istanbul en is een van de belangrijkste historische symbolen van het stad.
Het station is sinds 19 juni 2013 gesloten en het is onduidelijk of het heropend zal worden als treinstation. Met de opening van de Marmarayspoortunnel heeft dit station zijn bestaansrecht grotendeels verloren. Treinreizigers hoeven immers niet meer de ferry te nemen over de Bosporus om vanuit dit station het station Sirkeci aan de Europese zijde van Istanboel te bereiken.

## Geschiedenis
Het Haydarpasa-station werd ontworpen door de Duitse architecten Otto Ritter en Helmut Conu. De bouw ervan startte in 1906. Twee jaar later werd dit neoclassicistische station officieel geopend. Het station verbindt Istanbul met de rest van Turkije, en het is de drukste treinterminal van Turkije, het Midden-Oosten en een van de drukste van Oost-Europa. De Haydarpasa Terminal is het eindpunt van de Istanbul-Ankara verbinding. Ook is het station het Westerse opstappunt voor de voormalige Baghdadlijn en de Hedjazlijn.
De Baghdadlijn, die van de Istanbul door Konya, Adana en Aleppo naar Baghdad reed, werd  van 1903 tot 1940 gebouwd om Berlijn met het toenmalige Ottomaanse Rijk te verbinden. De lijn was 1600 kilometer lang en liep door het hedendaagse Turkije, Syrië en Irak.
De Hidjazspoorweg was ook onderdeel van de Ottomaanse treinverbinding en werd ontwikkeld om Istanbul en Damascus te verbinden met de heilige stad Mekka. De bouw liep uiteindelijk vast door het uitbreken van de Eerste Wereldoorlog, waardoor de trein nooit verder heeft gereden dan Medina in Saoedi-Arabië.
Op 28 november 2010 werd een deel van het dak van het treinstation verwoest door een felle brand.

Afbeeldingen
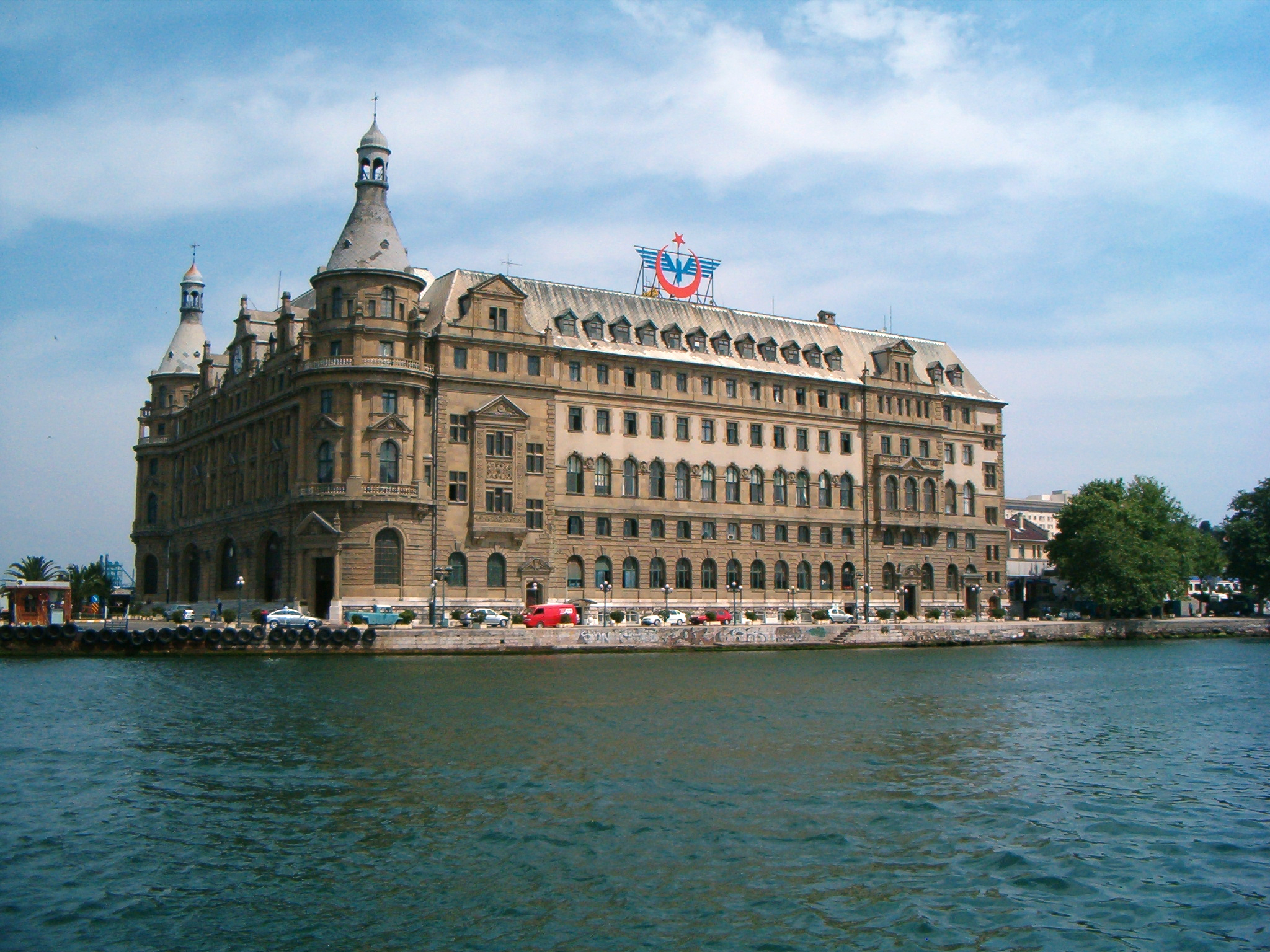
Station Haydarpaşa in 2007 (voor de brand)
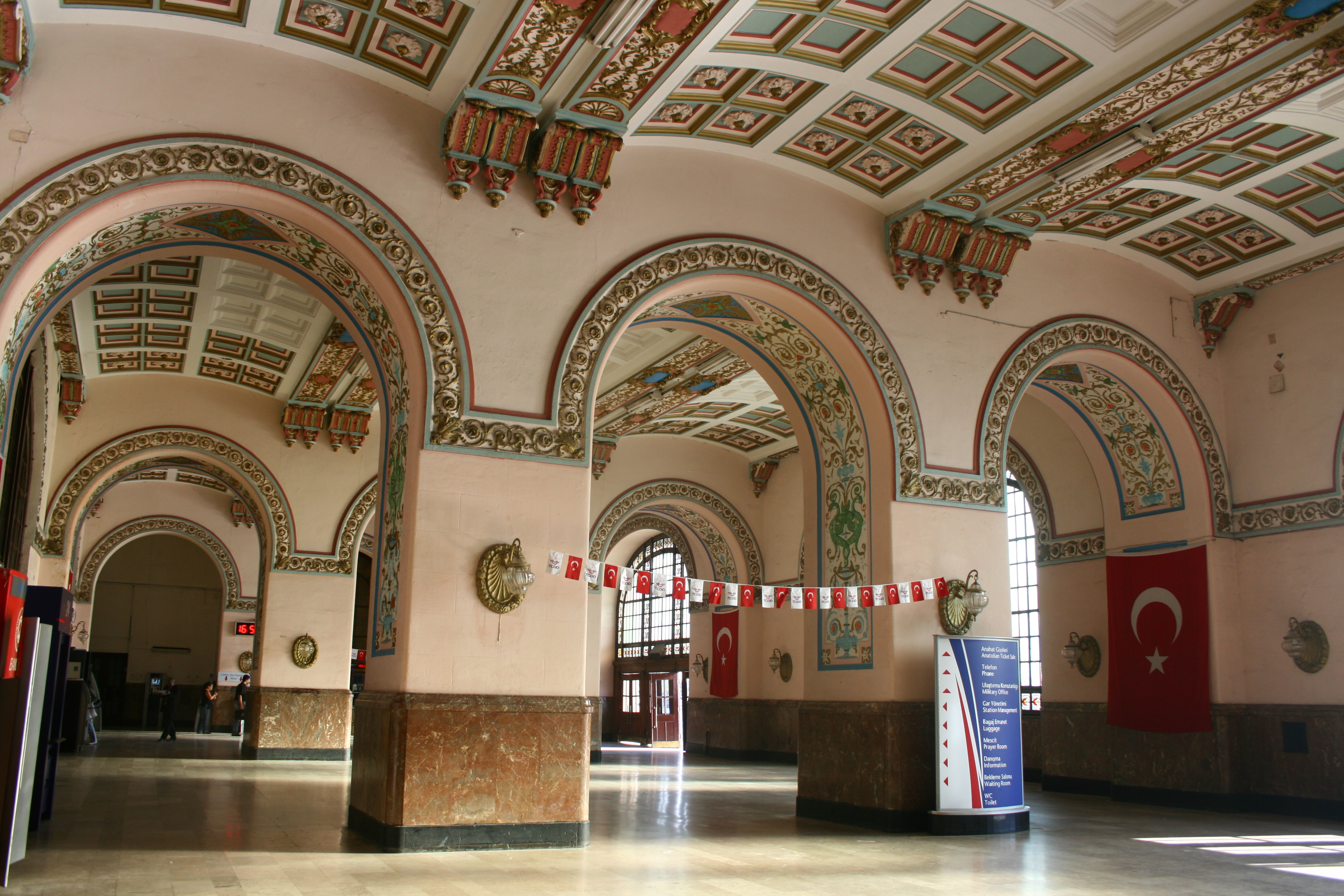
Interieur
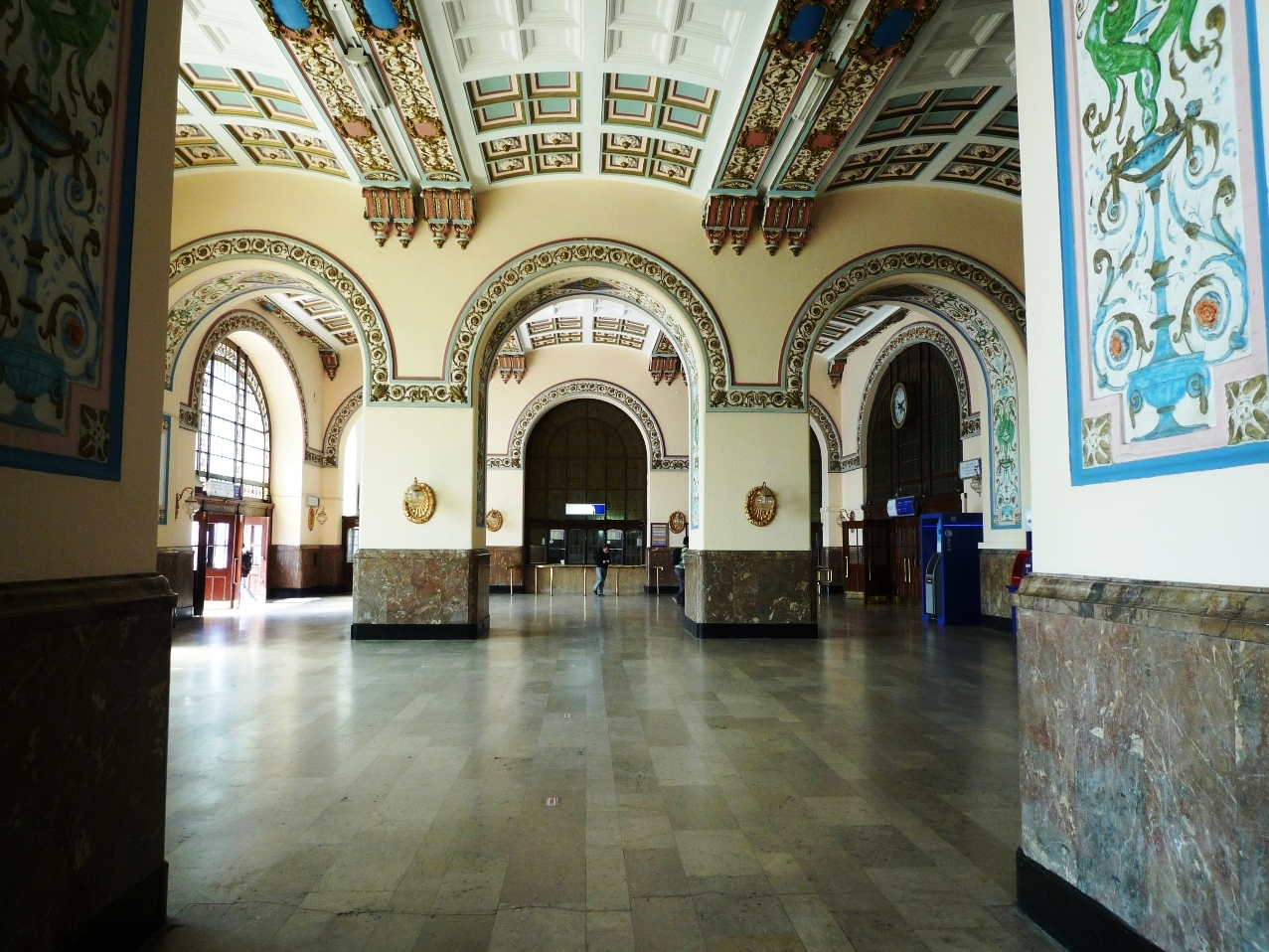
Interieur
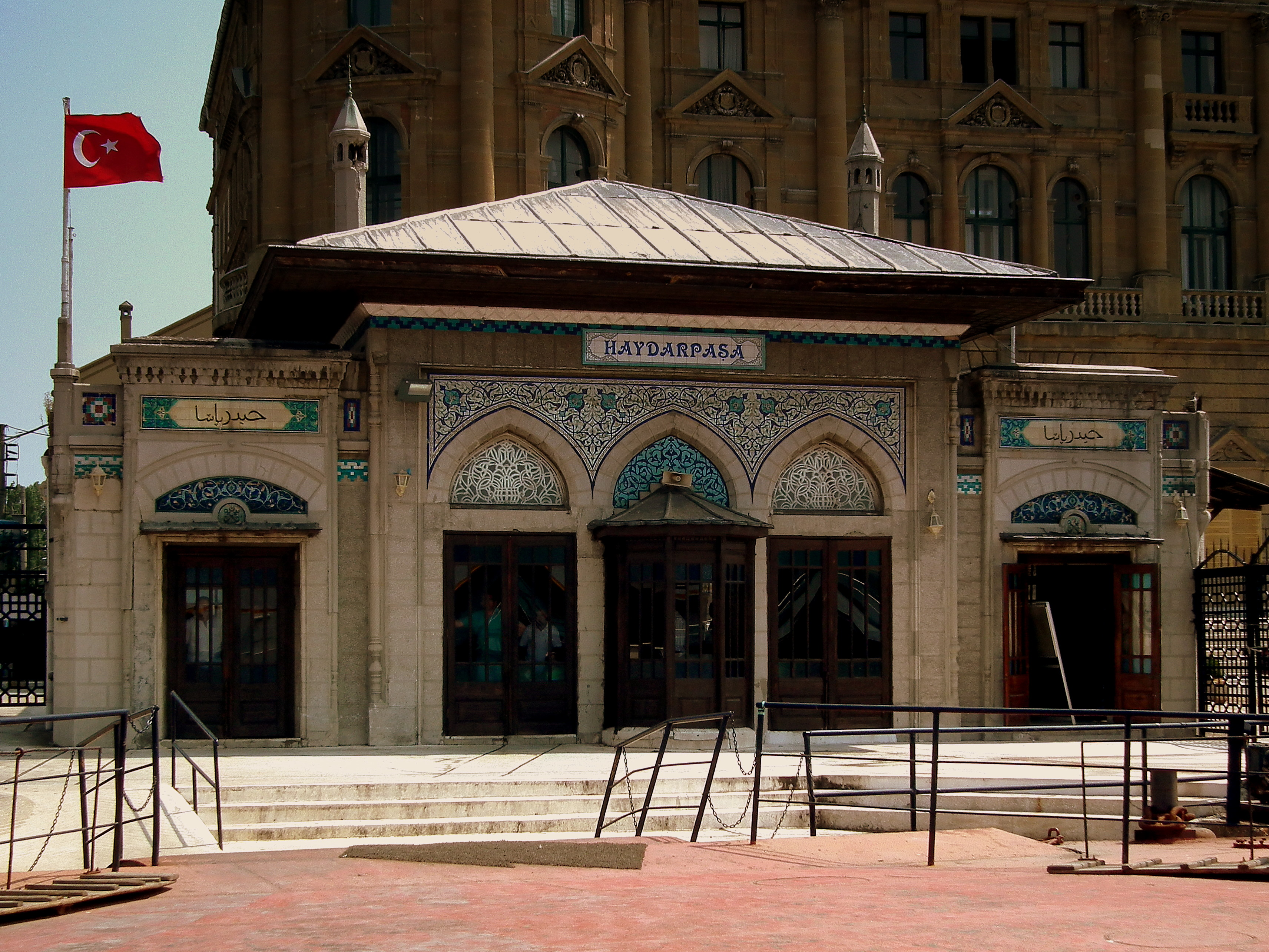
Ingang Station Haydarpaşa (2013)
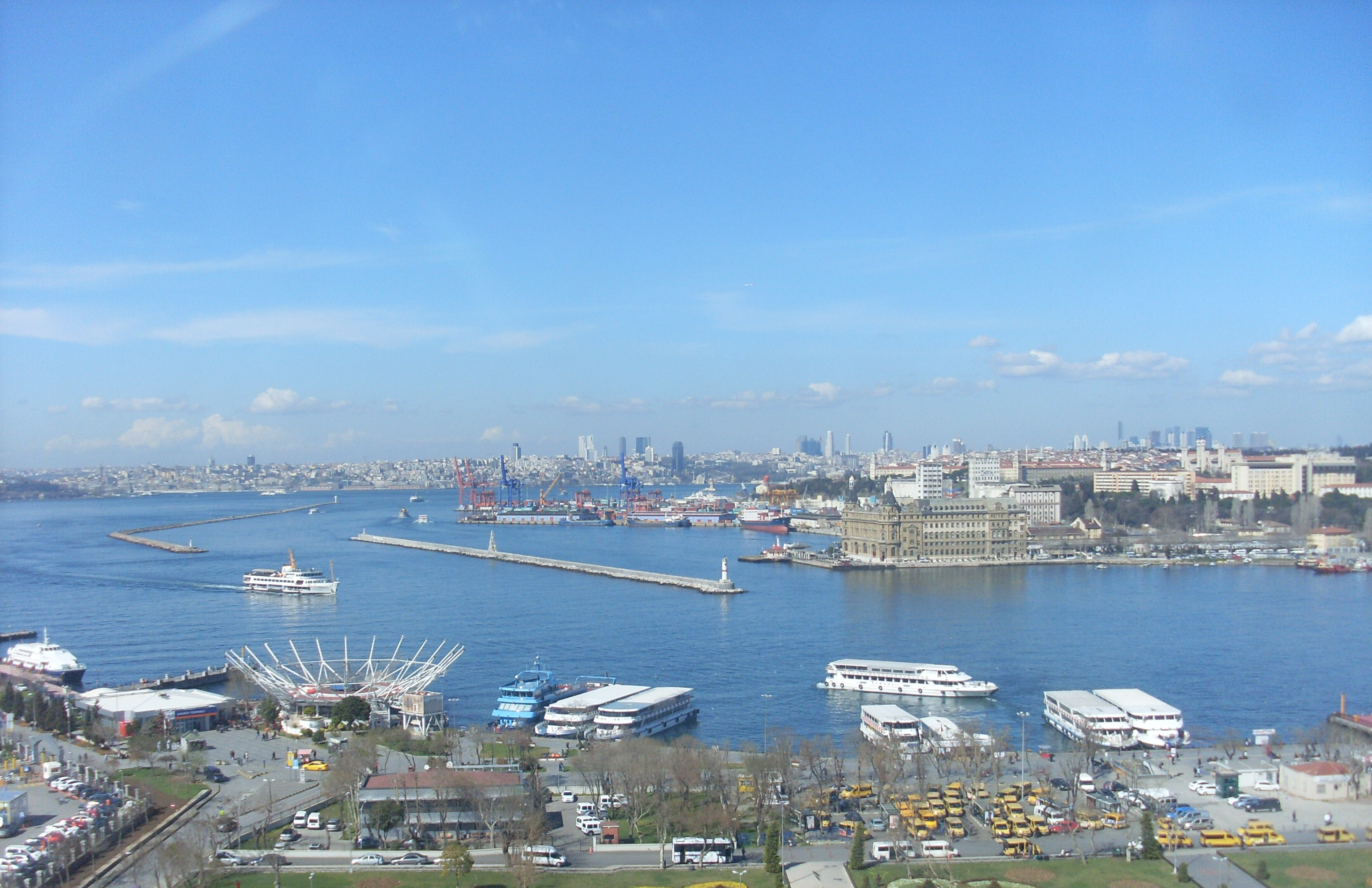
Station Haydarpaşa vanuit Kadıköy